# 甘斯 (加利福尼亞州)
甘斯（英語：Ganns）是位於美國加利福尼亞州卡拉韋拉斯縣的一個非建制地區。該地的面積和人口皆未知。

## 地理
甘斯的座標為37°20′51″N 120°27′22″W / 37.34750°N 120.45611°W，而該地的平均海拔高度為2055米（即6742英尺）。